# Большой Лог (Ростовская область)
Большо́й Лог — хутор в Аксайском районе Ростовской области.
Административный центр Большелогского сельского поселения. Остановочный пункт Ростовского региона Северо-Кавказской железной дороги Большой Лог.

## География
Большой Лог расположен на западе области, на обоих берегах реки (балки) Большой Лог (приток Аксая). Хутор находится в 6 километрах к северо-востоку от центра города Аксая, и 17 километрах к северо-востоку от центра Ростова-на-Дону.

### Улицы
| - ул. 30 лет Победы, - ул. Калинина, - ул. Комсомольская, - ул. Ленина, - ул. Молодёжная, - ул. Новая, - ул. Новоселов, - ул. Овражная, - ул. Октябрьская, | - ул. Олимпийская, - ул. Пушкина, - ул. Советская, - ул. Толстого, - ул. Фадеева, - ул. Фермерская, - ул. Чеботарева, - ул. Чернышевского, - ул. Юбилейная, | - пер. Больничный, - пер. Веселый, - пер. Восточный, - пер. Каменный, - пер. Садовый, - пер. Сквозной, - пер. Тихий, - ул. Западная, - ул. Раздольная. - пер. Вольный |

## История
Основан в 1774 году.

## Население
| 1989 | 2002  | 2010  |
| ---- | ----- | ----- |
| 3396 | ↗3732 | ↗4336 |

### Известные люди
- Продан, Таисия Григорьевна — Герой Социалистического Труда.
- Евге́ний Ива́нович Ша́пошников — маршал авиации,

## Достопримечательности
До Октябрьской революции в хуторе функционировала небольшая часовня, где в ходе одного из крёстных ходов с чудотворной Аксайской иконой Божией Матери из Новочеркасска в Аксай было проведено вечернее богослужение. Свято-Спасский приход в хуторе был основан по просьбе местных жителей в октябре 1998 года. Православная община в хуторе была зарегистрирована 18 мая 2000 года. В этом же году для открытия молитвенного дома ей было отведено здание сельской библиотеки, а под трапезную — здание бывшей администрации. Обе постройки не были подключены к жилищно-коммунальным услугам. В тот же год в зданиях провели ремонт, переоборудованы помещения, устроен алтарь и поставлен иконостас. Первую Божественную литургию в Спасском молитвенном доме отслужили 19 декабря 2000 года. В настоящее время храм посещают не только жители Большого Лога, но и соседних хуторов и сёл. Приход помогает содержать детский интернат хутора Большой Лог и больницу в посёлке Реконструктор.
Также в районе хутора находится ряд археологических достопримечательностей, находящихся под государственной охраной. В километре восточнее хутора на гребне между отрогами балок Большой Лог находится курганная группа «Глубокий», немного дальше на левом берегу балки расположено археологическое поселение Глубокое, на правом берегу балки также есть поселение XIII—XV веков, одноимённое с хутором. На запад в 2-3 километрах от хутора расположены четыре курганных могильника, последний из них — на территории садового товарищества НПО «Алмаз».